# Anomis fimbriago
Anomis fimbriago är en fjärilsart som beskrevs av Stephens 1829. Anomis fimbriago ingår i släktet Anomis och familjen nattflyn. Inga underarter finns listade i Catalogue of Life.